# PEACE BED アメリカVSジョン・レノン
『PEACE BED アメリカVSジョン・レノン』（ピース・ベッド アメリカ ブイエス ジョン・レノン、原題：The U.S. vs. John Lennon）は、2006年（日本では2007年12月）に公開されたドキュメンタリー映画。ビートルズのメンバーから反戦運動に身を投じたジョン・レノンとニクソン政権下のアメリカの戦いを、ストック・フッテージや関係者へのインタビューを通じて探っていく。
日本語題につけられたPEACE BEDとは、ジョン・レノンとオノ・ヨーコが1969年3月に新婚旅行先のアムステルダムのヒルトンホテルで "bed-in for peace" として「ベッド・イン」したことにちなむ。 

## 概要
この映画は2006年8月31日にヴェネツィア国際映画祭で初披露される。その後トロント国際映画祭で上映され、9月15日にロサンゼルスとニューヨークで先行ロードショー、9月29日に全米公開された。
イギリスと日本ではジョン・レノンの命日にあたる12月8日に公開された。

## サウンドトラック
- アメリカvsジョン・レノン - 2006年9月15日発売